# Botafogo FC (SP)
Az Botafogo Futebol Clube de Ribeirão Preto, röviden Botafogo (SP), labdarúgócsapatát 1918-ban Ribeirão Pretóban alapították. A brazil együttes a Paulista állami bajnokságban és az országos bajnokság negyedosztályának küzdelmeiben vesz részt.

## Sikerlista

### Hazai
- 1-szeres Série D bajnok: 2015

### Állami
- 2-szeres Série A2 bajnok: 1956, 2000

## Játékoskeret
2015-től
| # |     | Poszt | Név           |
| - | --- | ----- | ------------- |
|   | BRA | K     | Andrey        |
|   | BRA | K     | João Lucas    |
|   | BRA | K     | Renan Rocha   |
|   | BRA | K     | Bruno Costa   |
|   | BRA | K     | Gimenez       |
|   | BRA | K     | Augusto Ramos |
|   | BRA | K     | Halisson      |
|   | BRA | K     | Roniery       |
|   | BRA | K     | Mancini       |
|   | BRA | K     | César Gaúcho  |
|   | BRA | K     | Carlos        |
|   | BRA | K     | Igor          |
|   | BRA | K     | Eli Sabiá     |
|   | BRA | K     | Denis         |
|   | BRA | K     | André Santos  |
|   | BRA | K     | João Vitor    |

| # |     | Poszt | Név             |
| - | --- | ----- | --------------- |
|   | BRA | K     | André Rocha     |
|   | BRA | K     | Rodrigo Andrade |
|   | BRA | K     | Baratella       |
|   | BRA | K     | Wesley          |
|   | BRA | K     | Luciano Sorriso |
|   | BRA | K     | Vitor           |
|   | BRA | K     | Rafael Chorão   |
|   | BRA | K     | Henrique Santos |
|   | BRA | K     | Liel            |
|   | BRA | K     | Zé Roberto      |
|   | BRA | K     | Diogo Campos    |
|   | BRA | K     | Caique          |
|   | BRA | K     | Carlão          |
|   | BRA | K     | Giancarlo       |
|   | BRA | K     | Isaac           |